# Lepophidium
Lepophidium is een geslacht van straalvinnige vissen uit de familie van naaldvissen (Ophidiidae). Het geslacht is voor het eerst wetenschappelijk beschreven in 1895 door Gill.

## Soorten
- Lepophidium aporrhox Robins, 1961.
- Lepophidium brevibarbe (Cuvier, 1829).
- Lepophidium jeannae Fowler, 1941.
- Lepophidium kallion Robins, 1959.
- Lepophidium marmoratum (Goode & Bean, 1885)
- Lepophidium microlepis (Matsubara, 1943).
- Lepophidium negropinna Hildebrand & Barton, 1949.
- Lepophidium pardale (Gilbert, 1890).
- Lepophidium pheromystax Robins, 1960.
- Lepophidium profundorum (Gill, 1863).
- Lepophidium prorates (Jordan & Bollman, 1890).
- Lepophidium staurophor Robins, 1958.
- Lepophidium stigmatistium (Gilbert, 1890).